# Gō Sonehara
Gō Sonehara (japanisch 曽根原 郷, Sonehara Gō; * 1. Oktober 1993 in der Präfektur Niigata) ist ein japanischer Nordischer Kombinierer.
Sonehara nahm an den Nordischen Junioren-Skiweltmeisterschaften 2013 im tschechischen Liberec teil. Dort gewann er im Teamwettbewerb gemeinsam mit Gō Yamamoto, Shota Horigome und Takehiro Watanabe die Bronzemedaille. Im Gundersen-Wettkampf von der Normalschanze mit einer sich daran anschließenden Langlaufdistanz über fünf Kilometer belegte er den 24. Rang. Am 12. Dezember 2014 gab er in Park City sein Debüt im Continental Cup der Nordischen Kombination mit einem 26. Platz. Am 23. Januar 2015 folgte in Sapporo der erstmalige Start im Weltcup. Sein bislang bestes Resultat in dieser Wettbewerbsserie war der 17. Rang am 4. Februar 2018 in Hakuba.
| Saison  | Platz | Punkte |
| ------- | ----- | ------ |
| 2016/17 | 61.   | 09     |
| 2017/18 | 51.   | 23     |

| Saison  | Platz | Punkte |
| ------- | ----- | ------ |
| 2014/15 | 81.   | 014    |
| 2015/16 | 77.   | 022    |
| 2016/17 | 37.   | 092    |
| 2017/18 | 13.   | 290    |
| 2018/19 | 33.   | 122    |

| Saison | Platz | Punkte |
| ------ | ----- | ------ |
| 2017   | 50.   | 012    |
| 2018   | 32.   | 040    |